# Trolejbusy w Nampo
Trolejbusy w Nampo – system trolejbusowy w północnokoreańskim mieście Nampo.

## Historia
Trolejbusy zaczęły kursować w 1982 roku i są jedynym środkiem transportu publicznego w mieście. W sumie istnieją dwie linie. Do czasu otwarcia zajezdni we wrześniu 2023 r. system nie posiadał zadaszonego miejsca do garażowania pojazdów.

## Tabor
Tabor składa się z 10 pojazdów, większość stanowią trolejbusy Ch’ŏllima-74.